# Heterolimnophila truncata
Heterolimnophila truncata là một loài ruồi trong họ Limoniidae. Chúng phân bố ở miền Australasia.